# Codex Athous Dionysiou
Codex Athous Dionysiou, designado por Ω ou 045 (in the Gregory-Aland), ε 61 (von Soden), é um manuscrito uncial grego do Novo Testamento. A paleografia data o codex para o século 9.

## Literatura
Compilações
- Kirsopp Lake e Silva New, Six Collations of New Testament Manuscripts Harvard Theological Studies, XVII, (Cambridge, Massachusetts, 1932; 2007), pp. 3–25.

Artigos
- Russell Champlin, Family E and Its Allies in Matthew (Studies and Documents, XXIII; Salt Lake City, UT, 1967).
- J. Greelings, Family E and Its Allies in Mark (Studies and Documents, XXXI; Salt Lake City, UT, 1968).
- J. Greelings, Family E and Its Allies in Luke (Studies and Documents, XXXV; Salt Lake City, UT, 1968).
- Frederik Wisse, Family E and the Profile Method, Biblica 51, (1970), pp. 67–75.